# George Cranfield Berkeley
Sir George Cranfield Berkeley (10. srpna 1753, Berkeley Castle, Gloucestershire, Anglie – 25. února 1818, Londýn, Anglie) byl britský admirál a politik. Jako námořní důstojník vynikl ve válkách proti USA a Francii, mimo aktivní službu na moři se dlouhodobě uplatňoval v politice z pozice poslance Dolní sněmovny, krátce byl též členem vlády. Hodnosti admirála dosáhl v roce 1810.

## Kariéra
Pocházel ze starobylého šlechtického rodu Berkeleyů, narodil se jako mladší syn Augusta Berkeleye, 4. hraběte Berkeleye (1715–1755), po otci byl vnukem dlouholetého prvního lorda admirality 3. hraběte Berkeleye. Matka Elizabeth, rozená Drax (1720–1792), byla dvorní dámou princezny waleské. Studoval v Etonu a v roce 1766 vstoupil do královského námořnictva. Pod velením svého vzdáleného příbuzného Augusta Keppela sloužil na královské jachtě Mary, která na podzim 1767 přepravila princeznu Karolínu Matyldu do Dánska. Svatby Karolíny Matyldy s dánským králem Kristiánem VII. se Berkeley zúčastnil jako páže. Poté se zúčastnil první objevitelské výpravy Jamese Cooka, po roce 1769 sloužil pět let ve Středomoří a již v devatenácti letech byl poručíkem. Zúčastnil se bojů proti americkým koloniím a v roce 1780 dosáhl hodnosti kapitána.
Po skončení války byl dlouholetým členem Dolní sněmovny (1783–1810). Patřil k toryům a v parlamentu zastupoval hrabství Gloucestershire (ve volbách kandidoval neúspěšně již v letech 1774 a 1776). V Pittově vládě zastával v letech 1789–1795 generálního inspektora armády (Surveyor General of the Ordnance). Politice se aktivně věnoval a proslul neúspěšnými pokusy spojit dvě nejvýznamnější osobnosti politických protipólů W. Pitta a Ch. J. Foxe. Souběžně nadále sloužil u námořnictva, ve válkách s revoluční Francií se pod velením admirála Howea zúčastnil bitvy Slavného 1. června. Později operoval v oblasti Cádizu, Brestu nebo u břehů Irska. V roce 1799 byl povýšen na kontradmirála, ze zdravotních důvodů se ale dočasně vzdal aktivní služby na moři a znovu aktivně působil v politice. Po míru v Amiensu byl pověřen inspekcí přístavů v jižní Anglii a zlepšil obranu pobřeží proti případné francouzské invazi. V roce 1805 byl povýšen na viceadmirála. Po smrti Williama Pitta a nástupu whigů k moci byl převelen do severní Ameriky (1806–1808), při opětovném návratu toryů byl povolán znovu do Evropy. V letech 1808–1812 byl velitelem u břehů Portugalska a organizoval přesuny vojáků a proviantu Wellingtonovy armády pro boje na Pyrenejském poloostrově. Maršál Wellington jeho zásluhy z této doby často zdůrazňoval a Berkeley byl v roce 1810 povýšen na admirála, zároveň se stal velkoadmirálem portugalského loďstva. V roce 1812 byl znovu převelen do severní Ameriky a byl vrchním velitelem ve válce proti USA (1812–1814). V roce 1813 byl povýšen do šlechtického stavu jako rytíř Řádu lázně, v roce 1815 obdržel velkokříž Řádu lázně.

## Rodina

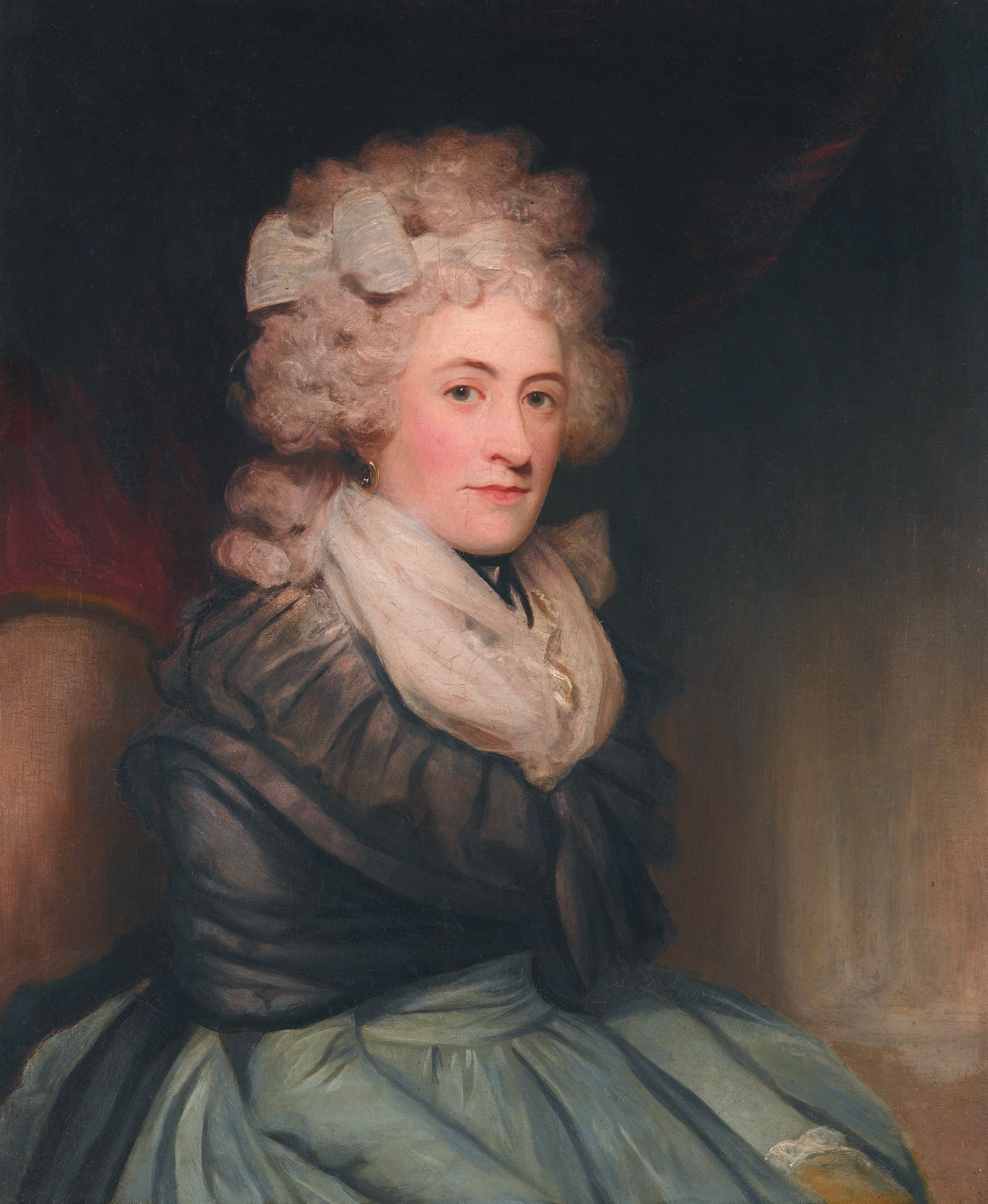
Emily Berkeley, rozená Lennox (1762–1834), manželka admirála G. C. Berkeleye

V roce 1784 se oženil s Emily Lennox (1762–1834), sestrou kanadského generálního guvernéra 4. vévody z Richmondu a švagrovou dlouholetého ministra války 3. hraběte Bathursta. Z jejich manželství se narodilo pět dětí. Nejstarší syn Sir George Berkeley (1785–1857) dosáhl v armádě hodnosti generála, působil mimo jiné v koloniích a byl také poslancem Dolní sněmovny. Mladší syn Grenville Berkeley (1806–1896) byl poslancem Dolní sněmovny. Z dcer byla nejstarší Anne (1786–1877), manželka admirála Sira Thomase Hardyho, další dcera Georgiana (1793–1878) se provdala za velkoadmirála Sira Georga Francise Seymoura. Nejmladší dcera Mary (1795–1873) měla za manžela 5. vévodu z Graftonu.
Georgův starší bratr Frederick Augustus Berkeley, 5. hrabě Berkeley (1745–1810), sloužil v armádě a od mládí zasedal ve Sněmovně lordů. Sestra Elizabeth (1750–1828) se poprvé provdala do anglického šlechtického rodu Cravenů, v roce 1791 se jejím druhým manželem stal braniborsko-bayreuthský markrabě Kristián.
Georgův synovec Maurice Fitzhardinge Berkeley (1788–1867) byl též admirálem a dvakrát zastával funkci prvního námořního lorda (1852, 1854–1857).